# Victor Heerman
Victor Heerman est un réalisateur et scénariste américain d'origine britannique, né le 27 août 1893 dans le comté de Surrey, en Angleterre, et décédé le 3 novembre 1977 à Los Angeles.
Il est notamment connue pour avoir remporté l'Oscar en 1934 pour le scénario de Les Quatre Filles du docteur March, aux côtés de sa coscénariste et compagne Sarah Y. Mason.

## Filmographie partielle

### Comme réalisateur
- 1917 : Les Déboires de Philomène (Are Waitresses Safe?), coréalisé avec Hampton Del Ruth
- 1920 : Ne vous mariez jamais (Don't Ever Marry) coréalisé avec Marshall Neilan
- 1921 : Mon gosse (My Boy), coréalisé avec Albert Austin
- 1921 : Prête-moi ta femme (The Chicken in the Case)
- 1923 : The Dangerous Maid
- 1923 : Le Roman d'une reine (Rupert of Hentzau)
- 1924 : The Confidence Man
- 1926 : Les Amis de nos maris (For Wives Only)
- 1928 : Love Hungry (en)
- 1930 : L'Explorateur en folie (Animal Crackers)
- 1930 : Paramount on Parade, film collectif
- 1930 : Sea Legs

### Comme scénariste
- 1934 : Le Petit Ministre (The Little Minister) de Richard Wallace
- 1935 : Cœurs brisés de Philip Moeller
- 1935 : Le Secret magnifique de John Stahl
- 1937 : Stella Dallas
- 1939 : L'Esclave aux mains d'or (Golden Boy) de Rouben Mamoulian
- 1949 : Les Quatre Filles du docteur March (Little Women) de Mervyn LeRoy